# DOA: Dead or Alive
DOA: Dead or Alive es una película de acción, samuráis y artes marciales de 2006, basada en la serie de videojuegos de lucha Dead or Alive de Tecmo. Está dirigida por Corey Yuen y protagonizada por Jaime Pressly, Holly Valance, Devon Aoki, Natassia Malthe y Sarah Carter. La película se estrenó el 17 de junio de 2006 en los Estados Unidos.

## Argumento
La historia comienza con cuatro mujeres que son grandes rivales en un concurso de artes marciales al que sólo puede accederse por invitación. Estas mujeres se tendrán que encontrar para luchar en equipo contra una fuerza totalmente extraña. Helena Douglas es una gran atleta de deportes extremos que por su "horrible" pasado se ve obligada a esconderse en un lejano palacio del sureste asiático, allí es donde tiene lugar el torneo de Dead Or Alive. La princesa Kasumi (Devon Aoki), es una luchadora asiática que fue formada por maestros de las artes marciales. 
Todas ellas unirán sus fuerzas para luchar contra los demás rivales y tendrán que esforzarse al máximo para conseguir el premio de 10 millones de dólares.

## Reparto
- Jaime Pressly - Tina Armstrong
- Devon Aoki - Kasumi
- Holly Valance - Christie Allen
- Sarah Carter - Helena Douglas
- Natassia Malthe - Ayane
- Kane Kosugi - Ryu Hayabusa
- Matthew Marsden - Max
- Eric Roberts - Donovan
- Steve Howey - Weatherby
- Collin Chou - Hayate
- Kevin Nash - Bass Armstrong
- Brian J. White - Zack

## Diferencias con el videojuego
En la película de DOA llegaron a verse muchas diferencias con el videojuego. Estas diferencias alteraron la trama y los fanes, detectando los cambios, llegaron a criticarlos. Estas son las diferencias más notables:
- Ayane cuando peleaba contra Kasumi, en la película usaba una espada para atacarle, en el videojuego nunca la usó, más bien peleaba con sus técnicas de estilo Ninja Mugen Tenshin Ninjutsu, estilo de pelea que tampoco empleó durante toda la película.

- Christie tenía el cabello blanco en el videojuego, rubio platino en la película; tenía una personalidad fría y mala en el videojuego y en la película demostró ser social y trabajar en equipo con las demás mujeres del DOA, llevándose bien con ellas; en el videojuego, es contratada como asesina por Victor Donovan para vigilar y matar a Helena Douglas, en la película esto está muy lejos de suceder; en el videojuego Christie no es una persona interesada en adueñarse de la fortuna de la familia Douglas como sucede en la película; no tenía novio en el videojuego, en la película aparece Max, un personaje que no aparece en el argumento del videojuego. Sin olvidar que, en el videojuego, nunca apareció en el primer torneo, haciendo su primera aparición en el Doa 3.

- Helena Douglas en el videojuego nunca fue presentadora de un torneo de Doa como se vio en la película; en el videojuego era cantante de ópera y originaria de Francia, en la película no cantaba ni era francesa, aunque sí tenía un tatuaje que se hizo en ese país; en el juego participó en el torneo del Doa para localizar a los asesinos de su madre, en la película su participación se convierte en un homenaje a su padre; Helena Douglas era utilizada por Victor Donovan, siendo Christie el responsable del asesinato y objetivo de su venganza; personalidad de Helena Douglas en la película es muy diferente al del videojuego siendo más parecida a la del personaje Hitomi.

- Hayate en el videojuego era hermano de Kasumi y medio hermano de Ayane, aunque en la película nunca se dijo que era medio hermano de Ayane al igual que Kasumi que no se dijo que era medio hermana de Ayane, no llegaba a tener una conexión sanguínea con ella; Ayane nunca estuvo enamorada de Hayate como en la película, sólo le admira y le ayuda en la medida de sus posibilidades.

- Zack en el videojuego sólo está detrás de Tina Armstrong, en la película también estuvo detrás de Helena Douglas.

- Ryu Hayabusa en la película es sirviente de Kasumi mientras que en el videojuego no lo es. Al igual que con Hayate, Ryu y Kasumi son amigos (Aunque los rumores dicen que ellos son pareja). Además su ninjitsu es diferente al de los shinobi del clan Mugen Tenshin. También es tutor de Ayane, punto que no se mostró o siquiera mencionó en la película. No hay que olvidar mencionar también que, en el juego, Hayabusa tiene los ojos verdes y una cabellera larga de color castaño. Además, es protagonista de su propio show Ninja Gaiden.

- El proyecto Epsilon: en el videojuego el proyecto estaba basado en experimentos con el Clan de Ninjas del Mugen Tenshin, utilizados por Hayate, Kasumi y Genra (Padre adoptivo de Ayane), en la película era muy diferente, Victor Donovan había invitado a varios luchadores de diferentes partes del mundo para pelear en el torneo y los últimos cuatro que llegaron a la semifinal del torneo eran capturados para copiar sus habilidades por medio de células robóticas llamadas "nanobots", que habían sido inyectadas en el cuerpo a cada participante al tiempo que eran examinados antes de empezar el torneo; todos los datos recogidos por medio de unas lentes se convertían en un arma utilizada por Victor Donovan contra Hayate, en el videojuego Christie, Tina y Ryu Hayabusa nunca fueron utilizados para experimentos, como se vio en la película.

- En el primer videojuego del Doa, el jefe final no era Victor Donovan, era Raidou (padre de Ayane).

- El personaje Weatherby nunca formó parte de la saga de videojuegos Dead or Alive, en la película hace su primera aparición como un programador y sirviente de Victor Donovan, encargado de vigilar todo lo que sucedía en el Doatec, sin olvidar que él estuvo enamorado de Helena Douglas, otro suceso que no estaba presente en el videojuego.

- Ayane en el videojuego tiene 16 años de edad y es de nacionalidad japonesa, en cambio la actriz que la interpreta en la película era una noruega de 32 años y tenía una apariencia adulta.

- El personaje Bayman en el videojuego no fue un fiel guardián de Victor Donovan como se ve en la película, en el juego de Doa 3, Bayman quería venganza contra Victor Donovan.

- En el videojuego del Doa; Tina, Helena y Christie no son las personajes principales como se ve en la película. Los personajes principales de la historia son las Kunoichi Kasumi y Ayane.

- Kasumi en el videojuego tiene una personalidad suave y compasiva. En la película no es así, es una persona más madura y severa en actitud.

- Casi al final de la película se pudo ver que el Doatec era autodestruido mediante un mecanismo activado por Victor Donovan, en el videojuego no fue así en el primer juego de Doa, si no eso pasó hasta en el Doa 4, aparte en el videojuego Helena Douglas fue la que se llegaría hacer cargo de organizar el torneo.

- En la película del Doa llegaban aparecer la mayoría de personajes que llegaron aparecer en el videojuego a participar, aunque en la película no se pudieron apreciar a todos esos personajes, más bien sólo hicieron escasas apariciones como Jann Lee, Brad Wong y Eliot, aparte personajes como Hitomi y Christie nunca llegaron aparecer en el primer torneo si no hasta el Doa 3, además en la película no se pudo ver bien al personaje Hitomi.

- En el videojuego se decía que si un personaje quedaba eliminado del torneo se iban de regreso a su casa aunque en la película no fue así, fue todo lo contrario que se pudieron ver personajes que aún seguían en el Doatec.

- Los personajes Lisa Hamilton, Kokoro, Tengu y Raidou son algunos de los personajes provenientes del videojuego que no llegaron aparecer en esta película, aunque de Kokoro se pudo llegar a ver un traje de ella que lo tenía puesto el personaje Leifang, quizá llegando a hacer una referencia a ella.

- En el videojuego se había hablado que Hayate había sido capturado para llegarse a utilizar como experimento por el Doatec cosa que en la película no se vio, más bien sólo fue capturado para ser un oponente en la prueba del experimento que llegaría a utilizar Victor Donovan.

- En el videojuego se hablaba que Hayate también llegaba a huir como Kasumi de su pueblo natal y clan aunque en la película no llegó a mencionarse nada de eso, aparte se decía en la película que él estaba muerto.

- Durante el torneo no se pudieron ver algunas peleas entre algunos personajes tales como Hitomi y solo su nombre llegó a aparecer en la pantalla de control de participantes y nunca llegó a aparecer el personaje en la película, en el caso del personaje Gen-Fu había llegado avanzar a la siguiente ronda lo cual se ve en la escena donde aparece Kasumi en la playa con Ryu Hayabusa, se pudo ver en la pantalla de control de participantes del torneo que aparecía que Gen-Fu había sido eliminado pero nunca se llegó a ver contra quien llegó a perder, el mismo caso se dio también con Bayman ya que tampoco se llegó a ver contra quien peleó y quedó fuera del torneo.

- En la película los nombres de Ayane y Hayate son cambiados ocasionalmente por Ayanai y Ayatai (Un error del doblaje), siendo siempre Ayane y Hayate en el videojuego.

- En el videojuego el argumento dice que el ganador del torneo ganaría 10 millones de dólares; en el primer videojuego de Doa, Kasumi aún venciendo no aceptó, quedándose Tina con él. En la película fue muy diferente, el dinero del premio era aportado por Victor Donovan, que nunca tuvo intención de entregárselo al ganador, más bien quería guardárselo para engrosar sus fondos. En la película no hubo ganador en el torneo.